# Micropsyche ariana
Micropsyche ariana is een vlinder uit de familie van de Lycaenidae. De wetenschappelijke naam van de soort is voor het eerst gepubliceerd in 1981 door Rudi Mattoni.
De soort komt voor in Afghanistan en is ontdekt in het Koh-i-Baba-gebergte op een hoogte tussen 3600 en 4000 meter.